# Qingxi (köping i Kina, Hunan, lat 26,70, long 113,27)
Qingxi (kinesiska: 清溪, 清溪镇) är en köping i Kina. Den ligger i provinsen Hunan, i den södra delen av landet, omkring 170 kilometer söder om provinshuvudstaden Changsha.
Genomsnittlig årsnederbörd är 1 778 millimeter. Den regnigaste månaden är maj, med i genomsnitt 282 mm nederbörd, och den torraste är oktober, med 22 mm nederbörd.